# 磯村亮太
磯村 亮太（いそむら りょうた、1991年3月16日 - ）は、愛知県瀬戸市出身の元プロサッカー選手。ポジションはミッドフィールダー、ディフェンダー。元日本代表。

## 来歴

### 名古屋グランパス
名古屋グランパスU-15から、U-18を経て2009年のシーズンよりトップチームへ昇格を果たした。U-18では1年生時から試合に起用され高円宮杯全日本ユース選手権では、3年連続でベスト4以上の成績を収めている。2009年2月、U-18日本代表候補に選出された。名古屋グランパスU-18の前監督・朴才絃は、彼がトップチームに昇格した際どこのポジションをやるように言われても対応できるようにと様々なポジションで彼を起用した。実際ユース時代はゴールキーパー以外のほとんどのポジションを経験している。
2010年11月17日、第90回天皇杯全日本サッカー選手権大会4回戦、対アルビレックス新潟戦の後半18分に吉村圭司と交代で初出場。試合はPK戦までもつれ込み、5人目のキッカーとなり、ゴール右へ決めてチームを勝利へと導いた。
その後は出場機会に恵まれなかったが、2011年6月18日のJ1第16節大宮アルディージャ戦に怪我で離脱の吉村、中村直志に変わってスタメンでリーグ戦初出場。前半アディショナルタイムには藤本淳吾からのパスをゴール右隅に決めプロ初得点を決めた。
続く17節セレッソ大阪戦、18節浦和レッズ戦と3試合連続でスタメン出場し、いずれの試合でも先制点を奪う。ドラガン・ストイコビッチ監督は磯村に対して、「得点するフィーリングや、スペースをしっかりと使う所が強みだと思います。それから、セカンドボールを捌き、必ず良い場所にいます。」 と高評価を与えている。
2012年2月、キリンチャレンジ杯・アイスランド戦で日本代表に初招集された。しかしながら5月7日に行われた練習試合、愛知学泉大学戦にて左第5中足骨を骨折。さらに7月26日の練習中に右第5中足骨を骨折してしまい、長期に渡る離脱を余儀なくされてしまう。復帰は11月7日第31節のFC東京戦となった。

### アルビレックス新潟
2017年7月13日に15年在籍した名古屋からアルビレックス新潟へ完全移籍する事が発表された。2018年シーズンはキャプテンに任命された。

### V・ファーレン長崎
2018年7月30日にV・ファーレン長崎へ完全移籍することが発表された。

### 栃木SC
2021年12月22日、栃木SCへの完全移籍が発表された。2022シーズンをもって現役を引退した。

## 所属クラブ
- 東海スポーツクラブ
- 2003年 - 2005年 名古屋グランパスU-15 (尾張旭市立東中学校)
- 2006年 - 2008年 名古屋グランパスU-18 (愛知県立瀬戸西高等学校)
- 2009年 - 2017年7月  名古屋グランパス
- 2017年7月 - 2018年7月  アルビレックス新潟
- 2018年7月 - 2021年  V・ファーレン長崎
- 2022年  栃木SC

## 個人成績
| 国内大会個人成績 | 国内大会個人成績 | 国内大会個人成績 | 国内大会個人成績 | 国内大会個人成績 | 国内大会個人成績 | 国内大会個人成績 | 国内大会個人成績 | 国内大会個人成績 | 国内大会個人成績 | 国内大会個人成績 | 国内大会個人成績 |
| 年度             | クラブ           | 背番号           | リーグ           | リーグ戦         | リーグ戦         | リーグ杯         | リーグ杯         | オープン杯       | オープン杯       | 期間通算         | 期間通算         |
| 年度             | クラブ           | 背番号           | リーグ           | 出場             | 得点             | 出場             | 得点             | 出場             | 得点             | 出場             | 得点             |
| 日本             | 日本             | 日本             | 日本             | リーグ戦         | リーグ戦         | リーグ杯         | リーグ杯         | 天皇杯           | 天皇杯           | 期間通算         | 期間通算         |
| ---------------- | ---------------- | ---------------- | ---------------- | ---------------- | ---------------- | ---------------- | ---------------- | ---------------- | ---------------- | ---------------- | ---------------- |
| 2009             | 名古屋           | 33               | J1               | 0                | 0                | 0                | 0                | 0                | 0                | 0                | 0                |
| 2010             | 名古屋           | 33               | J1               | 0                | 0                | 0                | 0                | 1                | 0                | 1                | 0                |
| 2011             | 名古屋           | 33               | J1               | 20               | 3                | 2                | 0                | 2                | 0                | 24               | 3                |
| 2012             | 名古屋           | 13               | J1               | 5                | 0                | 0                | 0                | 2                | 0                | 7                | 0                |
| 2013             | 名古屋           | 13               | J1               | 6                | 0                | 3                | 0                | 0                | 0                | 9                | 0                |
| 2014             | 名古屋           | 13               | J1               | 17               | 1                | 0                | 0                | 3                | 0                | 20               | 1                |
| 2015             | 名古屋           | 13               | J1               | 24               | 2                | 7                | 0                | 0                | 0                | 31               | 2                |
| 2016             | 名古屋           | 13               | J1               | 16               | 0                | 3                | 0                | 0                | 0                | 19               | 0                |
| 2017             | 名古屋           | 13               | J2               | 9                | 0                | -                | -                | 1                | 0                | 10               | 0                |
| 2017             | 新潟             | 6                | J1               | 16               | 0                | -                | -                | -                | -                | 16               | 0                |
| 2018             | 新潟             | 6                | J2               | 19               | 1                | 1                | 0                | 0                | 0                | 20               | 1                |
| 2018             | 長崎             | 38               | J1               | 12               | 0                | -                | -                | 0                | 0                | 12               | 0                |
| 2019             | 長崎             | 8                | J2               | 17               | 0                | 2                | 0                | 4                | 0                | 23               | 0                |
| 2020             | 長崎             | 8                | J2               | 12               | 1                | -                | -                | -                | -                | 12               | 1                |
| 2021             | 長崎             | 8                | J2               | 7                | 0                | -                | -                | 1                | 0                | 8                | 0                |
| 2022             | 栃木             | 33               | J2               | 9                | 0                | -                | -                | 3                | 0                | 12               | 0                |
| 通算             | 日本             | 日本             | J1               | 116              | 6                | 15               | 0                | 8                | 0                | 139              | 6                |
| 通算             | 日本             | 日本             | J2               | 73               | 2                | 3                | 0                | 9                | 0                | 85               | 2                |
| 総通算           | 総通算           | 総通算           | 総通算           | 189              | 8                | 18               | 0                | 17               | 0                | 224              | 8                |

| 国際大会個人成績 | 国際大会個人成績 | 国際大会個人成績 | 国際大会個人成績 | 国際大会個人成績 |
| 年度             | クラブ           | 背番号           | 出場             | 得点             |
| AFC              | AFC              | AFC              | ACL              | ACL              |
| ---------------- | ---------------- | ---------------- | ---------------- | ---------------- |
| 2009             | 名古屋           | 33               | 0                | 0                |
| 2011             | 名古屋           | 33               | 4                | 0                |
| 2012             | 名古屋           | 13               | 1                | 0                |
| 通算             | AFC              | AFC              | 5                | 0                |

## 代表歴
- 2009年 - U-18日本代表候補
- 2012年 - 日本代表（キリンチャレンジカップ）